# Cilunculus sekiguchii
Cilunculus sekiguchii là một loài nhện biển trong họ Ammotheidae. Loài này thuộc chi Cilunculus. Cilunculus sekiguchii được miêu tả khoa học năm 1983 bởi Nakamura & Child.